# 큐열
큐열(Q熱, Query fever)는 인수공통감염병의 하나이다. 콕시엘라 버네티(Coxiella burnetii)에 의해서 발병한다. 이 유기체는 흔하지 않지만 소, 양, 염소, 고양이, 개를 포함한 다른 국내 포유류에서 발견될 수 있다. 감염은 포자형 소세포 변이체의 흡입이나 감염된 동물의 우유, 소변, 대변, 질 점액 또는 정액과의 접촉으로 발생한다. 진드기에 의해 매개된다. 인간은 큐열에 취약하며, 감염은 소수의 유기체를 통해서도 발생할 수 있다. 콕시엘라 버네티는 세포간 기생충으로, 세포 안과 밖을 오가면서 기생할 수 있다.

## 징후 및 증상
잠복기는 보통 2-3주이다. 발열, 오한, 두통, 근육통, 전신 쇠약감, 인후통, 마른 기침 등과 같이 감기 유사 증상을 보이며 구토, 설사, 복통, 간 비대종대, 육아종, 간염 증상 등이 발생할 수 있다. 급성 큐열의 경우 발열 기간이 보통 1~2주 정도이며 더 오래 지속되기도 한다. 이와 달리 만성 큐열은 일반적으로 증상이 6개월 이상 지속된다.
특히 기저질환으로 인해 면역력이 저하된 환자나 면역결핍 환자들은 만성 큐열로 진행할 가능성이 높고 드물게 심내막염, 만성 혈관염 등의 합병증을 나타내기도 한다.

## 현황

### 세계현황
뉴질랜드와 남극을 제외한 전 세계에서 발생 보고가 있으나 정확한 발생 규모는 알려져 있지 않다.

### 국내현황
2006년 1월 4군 법정 감염병으로 지정되었으며, 2020년 1월 감염병의 진단기준(질병관리본부 고시 제2020-1호)이 개정되어 제3급 법정감염병으로 변경되었다.

## 치료와 예방
급성 큐열의 치료는 독시사이클린을 주로 사용한다. 증상 발생 후 3일 이내에 치료를 시작해야 효과가 좋다. 사람 간 전파의 위험성이 없기 때문에 환자의 격리는 필요 하지 않다. 환자의 객담이나 혈액 또는 이것에 오염된 물건은 소독이 필요하다. 큐열의 고위험군에 대해 큐열에 감염되지 않도록 교육하는 것이 중요하다. 양이나 염소 등의 태반, 태아막, 유산된 태아와 같은 출산 적출물의 적절한 처리가 필요하며, 멸균 처리된 우유 및 유제품을 사용하도록 한다. 우유는 62.7 °C에서 30분, 71.6 °C에서 15초간 살균 처리하면 균을 죽일 수 있다.

## 연혁
- 1935년에 오스트레일리아의 에드워드 브룩 드릭 도살장 종업원들 사이에 원인 불명의 열성 질환이 유행한 것이 최초의 보고이다.[9]
- 1937년 프랭크맥파렌 브루넷과 마비스 프리맨이 도살장 환자 중 한명으로부터 박테리아를 분리하면서 발견하였다.[10]
- 1938년 미국 몬태나에서 진드기에서 병원균을 분리하면서 전파 경로를 확인하였다.

감염력이 강하고, 진드기 단 1개를 들이마신 것만으로도 감염·발병을 일으킬 가능성이 있다.